# Sin Byung-ho
Sin Byung-Ho (Jeju, 26 april 1975) is een voormalig Zuid-Koreaans voetballer.

## Carrière
Sin Byung-Ho speelde tussen 2000 en 2008 voor Yokohama F. Marinos, Mito HollyHock, Ulsan Hyundai, Chunnam Dragons, Gyeongnam FC en Jeju United.

## Zuid-Koreaans voetbalelftal
Shin Byung-Ho debuteerde in 1998 in het Zuid-Koreaans nationaal elftal en speelde 2 interlands.